# Shrirampur (Rural)
Shrirampur (Rural) là một thị trấn thống kê (census town) của quận Ahmadnagar thuộc bang Maharashtra, Ấn Độ.

## Nhân khẩu
Theo điều tra dân số năm 2001 của Ấn Độ, Shrirampur (Rural) có dân số 7510 người. Phái nam chiếm 51% tổng số dân và phái nữ chiếm 49%. Shrirampur (Rural) có tỷ lệ 69% biết đọc biết viết, cao hơn tỷ lệ trung bình toàn quốc là 59,5%: tỷ lệ cho phái nam là 79%, và tỷ lệ cho phái nữ là 59%. Tại Shrirampur (Rural), 12% dân số nhỏ hơn 6 tuổi.